# James Plaskett

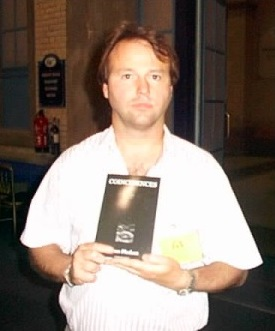
James Plaskett

Harold James (Jim) Plaskett (Dkeliah (Cyprus), 18 maart 1960) is een Britse schaker en schrijver. Hij is sinds 1985 een FIDE-grootmeester (GM).

## Jeugd en persoonlijk leven
Op 18 maart 1960 werd James Plaskett geboren, in Dkeliah (Cyprus). Hij ging naar school op de Bedford Modern School in Engeland. In de jaren 90 was hij schaakcolumnist voor de New Statesman en had ook diverse andere werkzaamheden in Londen.
Hij is gehuwd met de dichteres Fiona Pitt-Kethley. Ze verhuisden in 2002 naar Cartagena in Spanje.

## Schaakcarrière
Op het door John van der Wiel gewonnen Europees schaakkampioenschap voor junioren van 1978/79 eindigde Plaskett met 8 pt. uit 13 op een ongedeelde derde plaats. Op het EK voor junioren van 1979/80 eindigde hij met 8,5 pt. uit 13 op een gedeelde vierde plaats.
Plaskett werd in 1981 Internationaal Meester (IM), en in 1985 grootmeester.
Op het Hastings-toernooi van 1986/87 behaalde hij 7 pt. uit 13, een punt minder dan de winnaar Murray Chandler.
Op een schaaktoernooi in Brussel, in 1987, presenteerde hij een eindspel-studie uit plusminus 1970 van schaakcomponist Gijs van Breukelen. Sindsdien staat de studie echter bekend als Plaskett's Puzzel.
In 1990 werd hij met 9 pt. uit 11 kampioen van Groot-Brittannië.
In 1998 speelde hij mee in het 73e toernooi te Hastings dat door Matthew Sadler gewonnen werd. James Plaskett eindigde met 4,5 uit 9 op de vijfde plaats.
Sinds 2018 is hij in Spanje actief in het schaken.

## Samenlopen van omstandigheden
Plaskett heeft sinds de jaren 80 vastgelegd welke samenlopen van omstandigheden hij ervaarde. Hij merkte op dat deze gebeurtenissen in aantal leken toe te nemen in reactie op zijn studie, en dat deze gekoppeld leken te zijn aan terugkerende thema's. Hij zag dit als "een indicatie van iets waar een glimp van wordt waargenomen, maar wat nog niet duidelijk wordt gezien of begrepen." Hij is de auteur van het semi-autobiografische boek, Coincidences.

## Gigantische octopus
Een andere interesse van Plaskett is de zoektocht naar de cryptide, de "Gigantische octopus". Hij ondernam in augustus 1999 een expeditie van drie weken voor de kust van Bermuda om dit wezen te zoeken, in samenwerking met Cliff Stanford van Demon Internet.

## Who Wants To Be A Millionaire?
Hij verscheen vier keer in de kwalificatieronde van de Britse televisiequiz Who Wants to Be a Millionaire? (Wie wil miljonair worden?). Op 21 januari 2006 belandde Plaskett, die was gekomen in gezelschap van mede-grootmeester en vriend Stuart Conquest, daadwerkelijk in de quizkandidatenstoel. Hij werd de zevende en laatste kandidaat die erin slaagde het geldbedrag £125,000 te bereiken zonder gebruik te maken van een hulplijn. Uiteindelijk won hij £250,000.
Hij heeft openlijk de deelnemers Charles Ingram, Diana Ingram en Tecwen Whittock verdedigd, die schuldig waren bevonden aan valsspelen met behulp van kuchsignalen, om de hoofdprijs van £1 miljoen te winnen. Plaskett vertelde aan journalist Jon Ronson dat de veronderstelde kuchsignalen gewoon nerveuze onbewuste kuchjes waren, en dat deze bijvoorbeeld ook waren voorgekomen toen Judith Keppel de kwis winnend afsloot. In 2015 schreven Plaskett en de journalist Bob Woffinden een boek waarin werd gesteld dat de Ingrams onschuldig waren. Het boek, met de titel "Bad Show: The Quiz, The Cough, The Millionaire Major", verscheen in januari 2015. Het boek van Plaskett vormde de inspiratie voor een toneelstuk van James Graham, getiteld Quiz. Later volgde een driedelig televisiedrama met dezelfde titel, geregisseerd door Stephen Frears.

## Boeken
Hij publiceerde meer dan negen schaakboeken.
- Plaskett, James (1987). The English Defence. Batsford. ISBN 978-0-7134-1322-9.
- Plaskett, James (1988). Playing to Win. Rowman Littlefield. ISBN 978-0-7134-5844-2.
- Plaskett, James (1997). The Sicilian Taimanov. Everyman Chess. ISBN 978-1-901259-01-8.
- Plaskett, James (2000). Sicilian Grand Prix Attack. Everyman Chess. ISBN 978-1-85744-291-5.
- Plaskett, James (2000). Coincidences. Tamworth Press. ISBN 978-0-9509441-6-6.
- Plaskett, James (2002). Can You Be a Tactical Chess Genius?. Everyman Chess. ISBN 978-1-85744-259-5.
- Plaskett, James (2004). The Scandinavian Defence. ISBN 0-7134-8911-1.
- Plaskett, James (2004). Starting Out: Attacking Play. Everyman Chess. ISBN 978-1-85744-367-7.
- Plaskett, James (2005). Catastrophe in the Opening. Everyman Chess. ISBN 978-1-85744-390-5.
- Plaskett, James (2005). The Queen's Bishop Attack Revealed. Batsford. ISBN 978-0-7134-8970-5.

- Plaskett, James, Woffinden, Bob (2015) Bad Show. Bojangles Books:ISBN 978-0-9930-7552-0; ebook: ISBN 9780993075537

- Plaskett, James (2021). Bread and the Circus

## Externe koppelingen
- (en)   Informatie over schaakpartijen van James Plaskett op ChessGames.com
- (en)   Informatie over schaakpartijen van James Plaskett op 365chess.com
- (en)  FIDE-ratinggegevens voor James Plaskett